# Нур Йорданска
Нур Йорданска (на арабски: جلالة الملكة نور, родена на 23 август 1951 като Лайза Наджиб Халаби), позната и като Нур Ал-Хюсеин, е вдовица на йорданския крал Хюсеин I. Тя е негова четвърта съпруга и кралица по време на техния брак от 1978 до смъртта му през 1999 г.
Лайза Наджиб Халаби е американска гражданка по рождение със сирийски, английски и шведски корени. Отказва се от американското си гражданство в полза на йорднаското заради брака си. От 2011 е президент на движението „United World Colleges“ и участник в инициативата за пълно ядрено разоръжаване „Global Zero“. През 2015 кралица Нур получава наградата „Удроу Уилсън“ за нейната обществена дейност.